# دانبروویتسا دوژا
دانبروویتسا دوژا (به لهستانی:  Dąbrowica Duża) یک روستا در لهستان است که در گمینا توچنا واقع شده‌است.